# Johann Joseph Kausch
Johann Joseph Kausch (* 16. September 1751 in Löwenberg (Geburtsdatum nach seiner Selbstbiografie); † 10. März 1825 in Liegnitz) war ein schlesischer Mediziner und Schriftsteller.

## Leben

### Familie
Johann Joseph Kausch war der Sohn des Stadtphysicus von Löwenberg in Schlesien; 1756 zog die Familie nach Breslau um. Sein Vater verstarb 1794.
Er heiratete 1776 Franziska († 1780), die Tochter des Kaufmanns Zerboni aus Breslau, die im Wochenbett verstarb. 1783 heiratete er in zweiter Ehe Therese (geb. Carove), eine Tochter aus einer altitalienischen Kaufmannsfamilie in Breslau. Von seinen elf Kindern überlebte ihn nur ein Sohn.

### Ausbildung
Er besuchte die Jesuitenschule Leopoldina in Breslau und immatrikulierte sich im Januar 1773 an der Universität Halle, studierte Medizin und hörte Vorlesungen bei Adam Nietzki; 1773 promovierte er mit seiner Dissertation Diss. inaug. de remediorum in humoribus nostris non sulubilium efficacia, die er bereits überwiegend in Breslau fertiggestellt hatte, zum Dr. med. und unternahm anschließend eine zweijährige Reise über Prag nach Wien, um sich praktisch weiterzubilden. Dort hatte er Gelegenheit, Erfahrungen in der klinischen Anstalt von Anton de Haen zu machen, sowie im Krankenhaus der Barmherzigen Brüder von Joseph von Quarin und im Bäckenhaus von Heinrich Joseph Collin (1731–1784). In Botanik und Chemie wurde er, gemeinsam mit Jan Ingenhousz, von Nikolaus Joseph von Jacquin unterrichtet. Während seines Wiener Aufenthaltes traf er auch mit Kaiserin Maria Theresia zusammen und bat darum, gegen die Blattern geimpft zu werden; die Impfung erfolgte durch Anton von Störck im Institut zur Impfung der Menschenblattern in Hetzendorf.

### Werdegang
Ende 1774 reiste Kausch durch Mähren nach Schlesien zurück und ließ sich anfangs mit einer Praxis in Breslau nieder. 1776 erhielt er den Ruf als Leibarzt nach Trachenberg am Hof des Fürsten Franz Philipp Adrian Hatzfeld (1717–1779), dazu wurde er königlicher Kreisphysikus im Militsch-Trachenberger Kreis. Nach dem Tod des Fürsten, dessen Ehefrau kurz darauf verstarb, bestimmte der Vormund des jungen Prinzen, der Breslauer Domherr Baron Anton Ferdinand von Rothkirch und Panthen, dass die Stelle des Leibarztes nicht mehr benötigt werde.
Darauf siedelte er 1780 nach Militsch über, weil sich dort der bedeutende Landadel befand, und bekam kurz darauf die Stelle des Hausarztes des Grafen von Burghauß in Sülau, gleichzeitig erhielt er die Gelegenheit, im benachbarten Polen zu praktizieren. Er bekam von der preußischen Regierung die Verwaltung des Kreisphysikates des Groß-Trachenbergischen Kreises übertragen.
Anfang 1806 erhielt er den Titel eines Medizinalrats und wurde erst nach Kalisch, und nach der Entstehung des Herzogtums Warschau im Jahre 1809, als Regierungs- und Medizinalrat nach Liegnitz versetzt.
1807 wurde er, in Anerkennung seiner Schrift Ueber die Behandlung der Faulfieber, als dritter Medizinalrat beim königlich preußischen Provinzial-Collegium medicum in Liegnitz, mit Beibehaltung seines Wohnsitzes in Militsch, beigeordnet.
1810 wurde er, in Anbetracht seiner Verdienste um die Medizinalpolizei und Medicina forensis, zum wirklichen Regierungs-Medizinalrat nach Liegnitz berufen.
1824 wurde Johann Joseph Kausch aus gesundheitlichen Gründen, mit einer Pension von 950 Talern, in den Ruhestand versetzt.

### Haft
1791 entwarf er einen Plan, Nachrichten über Schlesien, Böhmen und Polen zu publizieren, las hierzu alles erreichbare an Literatur und reiste aus Schlesien nach Prag und von dort nach Dresden, um dann wieder nach Hause zurückzukehren. In diesen Nachrichten berichtete er dann später über das Erziehungsinstitut für Weltpriester, dem Alumnat, in Breslau und deckte dortige Unregelmäßigkeiten auf und beschuldigte den Vorsteher überspannter Grundsätze. Dieser strebte einen fiskalischen Prozess an, in dem Johann Joseph Kausch sich zwar selbst verteidigte, jedoch Rat beim Stiefbruder seiner ersten Frau, dem Kriegsrat Joseph von Zerboni di Sposetti aus Petrikau holte. Allerdings konnte die Beratung, aufgrund der großen Entfernung nur brieflich erfolgen, sodass eine Dienstreise von Joseph von Zerboni di Sposetti zu einem gemeinsamen Treffen genutzt wurde. Weil die Reise durch Wartenberg erfolgen sollte, vereinbarte Johann Joseph Kausch ein Treffen beim Erzpriester Libor in Wartenberg, den er seinem Schwager in einem Brief als einen hellen Kopf, ganz auf dem rechten Wege, dort können wir frei und ohne daß Sie zu befürchten haben, daß Ihrem Antheil etwas ruchbar werden dürfte, schilderte. Diese Bemerkung schrieb er, weil sein Schwager, der nicht zu Advokatengeschäften berechtigt war, aufgrund seiner Zugehörigkeit zur katholischen Kirche mit Anfeindungen von anderen Katholiken und mit Problemen mit seinen Vorgesetzten, aufgrund der fiskalischen Klage, rechnete.
Aufgrund eines insubordinaten Verhaltens wurde sein Schwager 1793 festgenommen und seine Papiere versiegelt; bei der späteren Prüfung der Unterlagen, wurde festgestellt, dass sein Schwager einen neuen Geheimbund innerhalb der Freimaurerei zu gründen versucht hatte. Die weitere Untersuchung führte auch zum Fund des Briefes von Johann Joseph Kausch mit der Bemerkung zum Erzpriester. Dieser Fund des Briefes, in Zusammenhang mit dem Verhalten seines Schwagers, führte dann am 16. März 1797 zur Verhaftung von Johann Joseph Kausch; er wurde auf die Festung Spandau verbracht. Am 21. April 1797 erfolgte zwar seine Entlassung aus der Haft, allerdings wurde er exiliert und durfte Preußisches Gebiet nicht mehr betreten. Daraufhin reiste er nach Leipzig und begann seine Selbstbiografie zu verfassen, in der er auch seine Verhaftung darstellte. Nach Veröffentlichung der Biografie wurde seine Unschuld erkannt und König Friedrich Wilhelm III. rief ihn, kurz nach seiner Thronbesteigung, zurück und setzte ihn nicht nur in allen alten Ämtern wieder ein, sondern erteilte ihm auch eine lebenslange jährliche Pension in Höhe von 150 Reichstalern.

### Schriftstellerisches und medizinisches Wirken
Johann Joseph Kausch verfasste nicht nur verschiedene Schriften und Abhandlungen auf dem Gebiet der Medizin, sondern veröffentlichte auch Schriften zur Ästhetik, Poesie und Politik, so arbeitete er auch von Ende der 1780 bis Mitte der 1790er Jahre eng mit dem Aufklärer Moses Hirschel zusammen.
Noch während seines Aufenthaltes in Wien sammelte er Materialien über verschiedene Heilpflanzen, so unter anderem Arnika und den Blauen Eisenhut. In Trachenberg begann er Psychologie durch das Studium der französischen Philosophen zu studieren.
Über Johann Gottfried Herders Abhandlung über den Ursprung der Sprache kam er auf die Kraft des Tons und seines Zeitmasses und so entstand in Militsch seine Abhandlung über den Einfluß der Töne und besonders der Musik auf die Seele.
In der Medizin beschäftigte er sich überwiegend mit der Staatsmedizin und veröffentlichte teils in zahlreichen Journalartikel und in Beiträgen in der von Johann Samuel Ersch und Johann Gottfried Gruber herausgegebenen Allgemeine Encyclopädie der Wissenschaften und Künste. Er veröffentlichte auch größere Monografien; zu den bedeutendsten gehörten die dreibändige Memorabilien der Heilkunde, Staatsarzneiwissenschaft und Thierheilkunde und Ueber die neuen Theorien des Criminal-Rechts und der gerichtlichen Medicin, mit Vorschlägen zur Verbesserung beider Disciplinen. Nebst einem Anhang über den praktischen Unwerth sämmtlicher höheren speculativen Theorien.
Unter dem Titel Geist und Kritik der medicinischen und chirurgischen Zeitschriften Teutschlands gab er ein Repertorium der gesamten Heilkunde heraus, von dem in den Jahren 1798 bis 1806 18 Bände erschienen sind.
Er verfasste auch viele Veterinärschriften, sowohl in Übersetzungen, als auch im Original, und zwar besonders über den Milzbrand.
Zwischen diesen und seinen Nachrichten über Schlesien, Böhmen und Polen, erschienen noch mehrere kleinere Schriften, meist belletristischen Inhalts und seine Kabale im Zivildienste, sowie seine Preisschrift über die Ausbildung der Wundärzte zur innerlichen Praxis, die in Erfurt preisgekrönt wurde sowie die Schrift Ueber den Milzbrand des Rindviehes; eine Abhandlung, für die er von der königlichen Akademie der Wissenschaften zu Berlin einen Preis von 50 Dukaten erhielt.
Seine Memorabilien, die der Staats- und Tierarzneikunde gewidmet waren, seine Briefe an Christoph Girtanner und sein Journal Geist und Kritik der medizinischen und chirurgischen Zeitschriften Deutschlands, zeugen von seiner Voraussicht, in der er seine Zeit und die Zukunft zu würdigen verstand.
Eine seiner letzten Schriften war Über die neuen Theorien des Kriminalrechts und der gerichtlichen Medizin.

## Ehrungen und Auszeichnungen
- Anlässlich seines 50-jährigen Doktorjubiläums am 18. Mai 1823  verlieh ihm der König Friedrich Wilhelm III. den Roten Adlerorden 3., Klasse und erhielt ein Kabinettsschreiben, in dem ihm die allerhöchste Anerkennung seiner Dienste ausgesprochen wurde und in dem er die Zusicherung erhielt, dass nach seinem Tod für seine Frau und seinen Sohn gesorgt werden solle. Weiterhin erhielt er vom Minister Karl vom Stein zum Altenstein und den Mitgliedern des Ministeriums der Medizinalangelegenheiten einen kostbaren Kandelaber als Ehrengeschenk.
- Er wurde 1814 Ritter des Eisernen Kreuzes am weißen Bande.[7]

## Mitgliedschaften
- Er war seit dem 23. Juni 1794 mit dem akademischen Beinamen Dositheus I. unter der Matrikel-Nr. 977 Mitglied der Leopoldina.[8]
- Weiterhin war er Mitglied der gelehrten Gesellschaften in Berlin, Wien, Breslau, Erfurt und Erlangen.

## Schriften (Auswahl)
- Diss. inaug. de remediorum in humoribus nostris non sulubilium efficacia. Halae, 1773.
- Heinrich Joseph von Collin; Johann Joseph Kausch: Heilkräfte des Wolverley in Fiebern und faulen Krankheiten. Breslau, 1777.
- Der allerneueste Roman, oder die Frau ohne Vorurtheil. 1785,
- Schlesiens Bardenopfer fuer 1786. Breslau in Kommission bei Meyern 1786.
- Aesthetische Gespräche über die größesten dichterischen Kunstvorurtheile, Maschinenwerk, Reim und Silbenmaß: nebst einer Beilage und einer Widmungsode an Deutschlands erste Dichter als Beispiel einer neuen Theorie. Breslau: Meyer, 1786.
- Apologien 1–3. Leipzig 1787. (Von ihm ist darin: Etwas in der Katholicismussache in Beziehung auf Schlesien; Antwort auf Suitnak's Brief über Kant; Parallelen zwischen der protestantischen und  katholischen Nationalaufklärung, inwiefern sie durch die eine oder die andere Geistlichkeit mehr oder weniger begünstigt wird).
- Psychologische Abhandlung über den Einfluß der Töne und ins besondere der Musik auf die Seele nebst einem Anhange über den unmittelbaren Zweck der schönen Künste. Breslau 1782.
- Schlesiens Bardenopfer für 1788. Breslau 1788.
- Poetische Blumenlese der Preussichen Staaten für 1789. Breslau: bei Joh. Fried. Korn dem Aeltern, 1788.
- Wahrheit und Freimüthigkeit in schwesterlicher Umarmung. Nürnberg 1789.
- Kabale im Civildienst; ein dramatischer Roman. 1790.
- Freimüthige Unterhaltungen über die neuesten Vorfälle unsers Zeitalters, die Sitten und Handlungsarten der Menschen. Leipzig, 1790 und 1791.
- Matthaeus Mederer; Johann Joseph Kausch: Beantwortung der Frage: Wie kann man auf eine leichte, nicht allzu kostspielige Art den Wundärzten, denen das Landvolk anvertrauet ist einen bessern Unterricht beybringen. Erfurt, 1791.
- Erfahrungen über den Lungenbrand oder Milzbrand des Rindviehes. In Johann Theodor Pyl: Repertorium für die gerichtliche und öffentliche Arzneigelegenheit, Band 2, S. 269–503. 1791.
- Originalbemerkungen über die beiden in unsern Tagen am meisten im Schwange gehenden Rindviehsterben, nebst Bekanntmachung eines Heilverfahrens im so genannten Milzbrande. Grottkau; Leipzig, 1790.
- Moses Ephraim Kuh; Moses Hirschel; Johann Joseph Kausch: Hinterlassene Gedichte von Ephraim Moses Kuh, 2. Band. Zürich: Bey Orell, Gessner, Füssli und Comp., 1792.
- Kameralprincipien über Rindviehsterben, für Landesregierungen und angehende Staatswirthe. Berlin 1793.
- Nachrichten über Polen. Salzburg 1793.
- Johann Joseph Kausch; Kaspar Zaunrith: Ausführliche Nachrichten über Schlesien. Salzburg Mayr 1794.
- Ausführliche Nachrichten über Böhmen: Vom Verfasser der Nachrichten über Polen. Grätz, bey Aloys Tusch 1794.
- Libationen. Leipzig 1795.
- Johann Joseph Kauschs erste Fortsetzung seiner Nachrichten über Schlesien, Böhmen und das vormalige Polen. Breslau, 1796.
- William Falconer; Johann Joseph Kausch: Wilhelm Falconer's Beobachtungen über den Puls, zur Berichtigung der Anzeigen desselben bei Krankheiten. Aus dem Englischen übersetzt, mit Anmerkungen begleitet von Kausch. Leipzig, 1797.
- Kausch's Schicksale; nebst mannichfaltigen Abschweifungen und einer Beilage. Leipzig, Voss, 1797.
- Präliminarien zum medicinischen Frieden, oder Vereinigungspunkte zwischen Brown und seinen Gegnern. Leipzig: bei Friedrich Gotthold Jacobäer, 1798.
- Medicinische und chirurgische Erfahrungen in Briefen an Girtanner, Hufeland, Loder, Quarin, Richter usw.: nebst eingegangenen Antworten. Leipzig: Kleefeld, 1798.
- Kausch's Briefe an den Einsiedler Gerund, auf dem Riesengebürge, über seine Landesverweisung und gethane Reisen nach Leipzig, Jena, Weimar, Erfurt, Gotha, Göttingen, Halle, Potsdam und Berlin, etc. Berlin, zu Carl Massdorffs Buchhandlung, 1798.
- Geist und Kritik der medicinischen und chirurgischen Zeitschriften Teutschlands fürs 19. Jahrhundert.
  - 2. Band. Leipzig 1801.
  - 3. Band. Breslau 1804.
  - 4. Band. Breslau 1802.
  - 5. Band. Leipzig 1803.
  - 6. Band. Leipzig 1803.
- Kausch's Sendschreiben an Hufeland in Jena: veranlasst durch dessen Schrift: Bemerkungen über das Nervenfieber und seine Complicationen. Altenburg 1799.
- Die Heilquellen zu Buckowine für Aerzte und Nichtärzte nach des Herrn Apotheker Lachmund chemischen Untersuchung derselben gewürdigt. Breslau; Leipzig, 1802.
- Über den Milzbrand des Rindviehes. Berlin 1805.
- Geist und Kritik der medicinischen und chirurgischen Zeitschriften Deutschlands für Aerzte und Wundärzte. Leipzig: bei Friedrich Gotthold Jacobäer, 1806.
  - 1. Jahrgang, 1. Band. Leipzig 1798.
  - 1. Jahrgang, 2. Band. Leipzig 1798.
  - 2. Jahrgang, 1. Band. Leipzig 1799.
  - 2. Jahrgang, 2. Band. Leipzig 1800.
  - 3. Jahrgang, 1. Band. Leipzig 1800.
  - 3. Jahrgang, 2. Band. Leipzig 1800.
  - 4. Jahrgang, 1. Band. Leipzig 1801.
  - 4. Jahrgang, 2. Band. Leipzig 1801.
  - 5. Jahrgang, 1. Band. Leipzig 1802.
  - 7. Jahrgang. 1. Band. Breslau 1803.
  - 7. Jahrgang, 2. Band. Breslau 1803.
  - 9. Jahrgang, 1. Teil. Breslau 1804.
  - 9. Jahrgang, 2. Teil. Breslau 1806.
- Fragmente der militärischen Staatsarzneikunde. In Kilian’s Georgia oder der Mensch im Leben und im Staate, Jahrgang 1806.
- Ein neues charakteristisches Zeichen der Rindviehpest. In Christoph Wilhelm Hufeland und Karl Himly: Journal der praktischen Heilkunde 1809, März Nr. 4.
- Memorabilien der Heilkunde, Staatsarzneiwissenschaft und Thierheilkunst. 1813.
- Anton Müller; Johann Joseph Kausch: Der Werth der kultivirten Schafpockenimpfung. Leipzig; Züllichau, 1817.
- Ueber die neuen Theorien des Criminalrechts und der gerichtlichen Medizin: mit Vorschlägen zur Verbesserung beyder Disciplinen; nebst einem Anhange über den praktischen Unwerth sämmtlicher höheren, spekulativen Theorien. Züllichau: Darnmann, 1818.